# 道路保全技術センター
財団法人道路保全技術センター（どうろほぜんぎじゅつセンター、英: Road Management Technology Center）は、かつて存在していた財団法人で、国土交通省所管だった。

## 概要
財団法人道路保全技術センターは、道路および道路構造物の保全や調査研究、道路管理システムの提供、技術指導や資格制度の運営などを行っていた組織である。2008年度（平成20年度）までは、国土交通省が発注する調査の大半を受注していた。
しかし、他企業への丸投げ、ずさんな路面下空洞調査の実態が発覚したため問題化した。2009年（平成21年）11月には、前原誠司国土交通大臣が、同センターに今後は業務を発注しない意向を示し、「3年以内に解散する」と明言した。2010年（平成22年）5月の行政刷新会議の事業仕分けでは、3年以内の解散に向けた工程表の作成などが求められた。
2011年（平成23年）3月31日をもって解散、同年11月30日付で清算手続きが終結した。

## 事業
- 調査・研究および開発技術の提供

レーダーを用いた路面下空洞探査、道路の防災管理、トンネルの保全、道路標識や路上工事削減に関する調査・研究などを行った。
- システムの開発・整備 および提供

道路管理データベースシステム「MICHI」や道路損傷情報収集システム「RAS@WEB」、橋梁・舗装などの管理システムを運営していた。
- 技術の指導・認定 および広報

アスファルト混合物の事前審査や舗装の性能評価、舗装施工管理技術者試験制度の実施、および広報活動などを行った。

## 沿革
- 1990年11月 - 財団法人道路保全技術センター設立許可、東京都中央区日本橋人形町にて業務開始。
- 1991年6月 - 東北支部・中部支部開設。
- 1992年5月 - 北陸支部・近畿支部・中国支部・九州支部開設。
- 1993年6月 - 四国支部開設。
- 1993年8月 - 本部を日本橋久松町に移転。
- 1994年4月 - アスファルト混合物事前審査制度の開始。
- 1994年6月 - 関東支部を東京都中央区日本橋久松町に開設。
- 1995年2月 - 舗装施工管理技術者資格試験制度の創設。
- 1999年3月 - 本部および関東支部を文京区後楽に移転。
- 2000年5月 - 関東支部を埼玉県さいたま市に移転。
- 2001年1月 - 道路保全技術研究所の設置。
- 2007年2月 - 本部を港区西新橋に移転。
- 2010年5月 - 関東支部を港区西新橋（本部と同フロア）に移転。
- 2011年3月31日 - 解散。
- 2011年11月30日 - 清算手続き終結。

## 所在地
- 本部・関東支部 - 〒105-0003 東京都港区西新橋一丁目6番21号
- 東北支部 - 〒980-0802 宮城県仙台市青葉区二日町1-23
- 北陸支部 - 〒950-0965 新潟県新潟市中央区新光町10番地2
- 中部支部 - 〒451-0045 愛知県名古屋市西区名駅2-22-9
- 近畿支部 - 〒540-6591 大阪府大阪市中央区大手前1丁目7-31
- 中国支部 - 〒730-0012 広島県広島市中区上八丁堀7-1
- 四国支部 - 〒760-0023 香川県高松市寿町二丁目2番10号
- 九州支部 - 〒812-0013 福岡県福岡市博多区博多駅東2-10-35